# Baltia butleri
Baltia butleri är en fjärilsart som först beskrevs av Moore 1882.  Baltia butleri ingår i släktet Baltia och familjen vitfjärilar. Inga underarter finns listade i Catalogue of Life.